# Die Hard Arcade
Die Hard Arcade ist ein Beat-’em-up-Computerspiel aus dem Jahr 1996, das in Japan unter dem Namen Dynamite Deka (ダイナマイト刑事, deka – Slang für einen Polizisten in Zivil) veröffentlicht wurde. In Nordamerika, Europa und Australien wurde das Spiel unter dem amerikanischen Lizenztitel Die Hard veröffentlicht. Das Spiel erschien zuerst als Arcade-Spiel und wurde später auf dem Sega Saturn und der PlayStation 2 veröffentlicht.
Der Held Bruno Delinger (Name nur in der japanischen Version vorhanden) weist Ähnlichkeiten zu John McClane aus dem Filmen auf, allerdings hat das Spiel mit den Filmen nicht viel zu tun. Das liegt daran, dass dieses Spiel bereits entwickelt war, als es in Nordamerika, Europa und Australien veröffentlicht wurde. Das Spiel ist für zwei Spieler spielbar, wobei der zweite Spieler die Rolle einer Frau übernimmt.

## Handlung und Spielprinzip
Der Spieler übernimmt die Rolle von Bruno Delinger, der zu einem Sondereinsatz gerufen wird. Ein skrupelloser Gangster hat mit seiner Bande ein Hochhaus überfallen und 30 Geiseln in seine Gewalt gebracht. Unter den Geiseln befindet sich auch die Tochter des Präsidenten, die sich aus Angst vor den Gangstern in einem Schreibtisch versteckt hat und mitbekommt, wie der Gangster nach ihr suchen lässt.
Währenddessen versucht sich Bruno Delinger durch das Hochhaus zu kämpfen und stellt sich den Schergen des Gangsters. Während des Spiels ereignen sich sogenannte Quick-Time-Events, bei denen Bruno Delinger auf die Aktionen der Gangster reagieren muss. In Zwischensequenzen wird die Geschichte weitererzählt. Dabei versucht die Tochter des Präsidenten mit irgendwem Kontakt aufzunehmen und gibt preis, dass sie sich im Büro des Präsidenten befindet. Dabei wird sie vom Gangster erwischt und Bruno Delinger eilt ihr zu Hilfe und stellt sich ihm zum Kampf.
Der letzte Kampf des Spiels ist eine Hommage an das Spiel Double Dragon. In der Saturn-Version ist zusätzlich eine Spielversion des Arcade-Spiels Deep Scan aus dem Japan 1979 enthalten, die es dem Spieler ermöglicht, weitere Leben zu gewinnen.

## Hintergrundinformationen
Das Spiel wurde von Sega AM1 geschaffen. In Amerika wurde das Spiel vom Sega Technical Institute weiterentwickelt, das Studio wurde kurz darauf aufgelöst.
In Japan erschien unter dem Titel Dynamite Deka 2 eine Fortsetzung, die auch für den Sega Dreamcast veröffentlicht wurde. International wurde das Spiel unter dem Titel Dynamite Cop vermarktet.
Auf der Playstation 2 wurde das Spiel in der Sega Ages-Collection veröffentlicht.